# Antonín Kinský
Antonín Kinský (ur. 31 maja 1975 w Pradze) – czeski piłkarz grający na pozycji bramkarza.

## Kariera klubowa
Kinský pochodzi z Pragi i jest wychowankiem tamtejszego klubu Dukla Praga. Już w 1994 roku został włączony do kadry pierwszego zespołu Dukli, ale w III lidze zadebiutował dopiero w sezonie 1995/1996 i swoją postawą w bramce przyczynił się do awansu zespołu do drugiej ligi. Natomiast w 1997 awansował z Duklą do ekstraklasy i wtedy też klub zmienił nazwę na Dukla Příbram i pod nowym szyldem dopiero w ostatniej kolejce utrzymał się w lidze.
Latem 1998 Antonín przeszedł do Slovana Liberec i w pierwszym sezonie gry był pierwszym bramkarzem, a Slovan zakończył rozgrywki na 9. pozycji. W sezonie 1999/2000 Kinský stracił jednak miejsce w składzie i miał niewielki udział w zdobyciu przez Slovan Puchar Czech, a do składu wrócił w połowie sezonu 2000/2001 i zajął z klubem z Liberca 6. miejsce oraz zadebiutował w Pucharze UEFA. W sezonie 2001/2002 także wystąpił w tym pucharze oraz po raz pierwszy w karierze wywalczył mistrzostwo Czech. W 2003 roku Slovan z Kinským w składzie zajął 4. lokatę i wystąpił w Pucharze Intertoto.
W zimowym oknie transferowym w 2004 roku Kinský przeszedł do rosyjskiego Saturna Ramienskoje, a klub ten zapłacił za niego 800 tysięcy euro. W Saturnie od razu wywalczył sobie miejsce między słupkami i wygrał rywalizację z Rosjaninem Jewgienijem Korniuchinem. Ze swoim zespołem zajął 7. miejsce w lidze, w 2005 roku – 11., a w 2006 – także 11.
| Sezon   | Klub               | Kraj   | Rozgrywki             | Mecze | Bramki |
| ------- | ------------------ | ------ | --------------------- | ----- | ------ |
| 1994/95 | Dukla Praga        | Czechy | 3. liga               | 0     | 0      |
| 1995/96 | Dukla Praga        | Czechy | 3. liga               | 30    | 0      |
| 1996/97 | Dukla Praga        | Czechy | 2. liga               | 20    | 0      |
| 1997/98 | Dukla Příbram      | Czechy | 1. Gambrinus liga     | 22    | 0      |
| 1998/99 | Slovan Liberec     | Czechy | 1. Gambrinus liga     | 28    | 0      |
| 1999/00 | Slovan Liberec     | Czechy | 1. Gambrinus liga     | 5     | 0      |
| 2000/01 | Slovan Liberec     | Czechy | 1. Gambrinus liga     | 13    | 0      |
| 2001/02 | Slovan Liberec     | Czechy | 1. Gambrinus liga     | 30    | 0      |
| 2002/03 | Slovan Liberec     | Czechy | 1. Gambrinus liga     | 25    | 0      |
| 2003/04 | Slovan Liberec     | Czechy | 1. Gambrinus liga     | 14    | 0      |
| 2004    | Saturn Ramienskoje | Rosja  | Rosyjska Premier Liga | 21    | 0      |
| 2005    | Saturn Ramienskoje | Rosja  | Rosyjska Premier Liga | 29    | 0      |
| 2006    | Saturn Ramienskoje | Rosja  | Rosyjska Premier Liga | 27    | 0      |
| 2007    | Saturn Ramienskoje | Rosja  | Rosyjska Premier Liga | 28    | 0      |
| 2008    | Saturn Ramienskoje | Rosja  | Rosyjska Premier Liga | 28    | 0      |
| 2009    | Saturn Ramienskoje | Rosja  | Rosyjska Premier Liga | 29    | 0      |
| 2010    | Saturn Ramienskoje | Rosja  | Rosyjska Premier Liga | 20    | 0      |

## Kariera reprezentacyjna
W reprezentacji Czech Kinský zadebiutował 13 lutego 2002 roku w wygranym 4:3 spotkaniu z Cyprem. W 2004 roku został powołany przez selekcjonera Karela Brücknera do kadry na Euro 2004, ale był tam tylko rezerwowym dla Petra Čecha i nie zagrał w żadnym spotkaniu (Czesi zajęli 3-4. miejsce). Podobnie było w 2006 roku gdy Antonín nie rozegrał żadnego spotkania podczas Mistrzostw Świata w Niemczech.